# Semoine
Semoine är en kommun i departementet Aube i regionen Grand Est (tidigare regionen Champagne-Ardenne) i nordöstra Frankrike. Kommunen ligger  i kantonen Arcis-sur-Aube som ligger i arrondissementet Troyes. År 2022 hade Semoine 219 invånare.

## Befolkningsutveckling
Antalet invånare i kommunen Semoine
Referens: INSEE